# Irrigatielandbouw

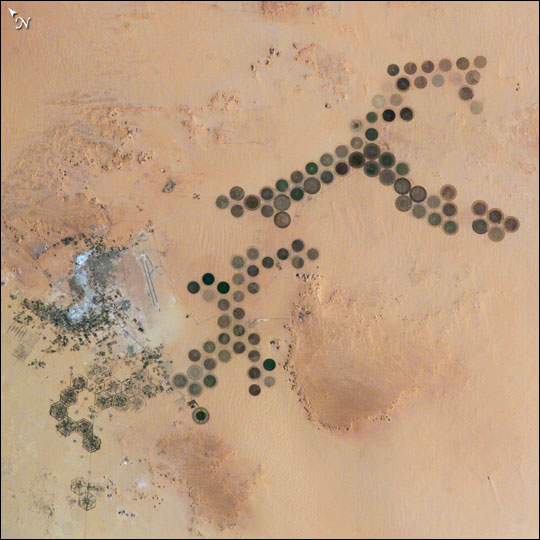
Cirkelirrigatie in de woestijn van Libië.
De lichte cirkels zijn velden die opgeheven zijn doordat het fossiel water eronder is uitgeput.

Irrigatielandbouw is een intensieve vorm van landbouw waarbij gebruik wordt gemaakt van kunstmatige watertoevoer. Het is een zeer intensieve methode en daarom geschikt om een dichte bevolking te ondersteunen. Afhankelijk van de irrigatiemethode kan ze zeerkapitaalintensief zijn. Het voordeel van irrigatielandbouw is de goede opbrengst, een nadeel is de grote arbeidsinzet die noodzakelijk is.
Irrigatielandbouw komt vooral voor in een steppeklimaat waar permanente landbouw niet goed mogelijk is omdat te weinig neerslag is. Soemerië tussen de Eufraat en Tigris en het oude Egypte langs de Nijl zijn traditionele voorbeelden. Waar in de geschiedenis landbouw is gepleegd met behulp van irrigatie, was een grote mate van collectieve organisatie vereist. Dat kon bereikt worden onder een sterk gecentraliseerd gezag met strenge hiërarchische maatschappelijke verhoudingen, door Karl Wittfogel een 'hydraulische samenleving' genoemd.